# Archive (informatique)
Pour les articles homonymes, voir Archive.

Logo de Winrar, représentation emblématique des archives informatiques

En informatique, une archive est une représentation abstraite d'un ensemble d'éléments, qui peuvent être des fichiers, des répertoires et des liens.
Les formats d'archives les plus connus sont le format zip (notamment sur Windows), rar, tar (surtout sur les systèmes Unix), iso (image-disque) et 7z.
Pour des raisons techniques, une archive peut être scindée en plusieurs morceaux (notamment dans le cas d'une archive volumineuse, pour faciliter son partage).

## Types de formats d'archives
- Archivage seul: les éléments sont uniquement joints bout à bout
- Compression: compresse tous les éléments
- Multi-fonctions: combinaisons de plusieurs fonctions telles que l'archivage, la compression, le chiffrement, la vérification de l'intégrité, l'auto-extraction, ajout d'une note, etc.
- Paquet logiciel: intègre les instructions permettant l'installation du programme contenu dans l'archive (ex: deb; rpm)
- Image-disque: copie conforme d'un disque optique (CD-ROM, DVD, Blu-ray, ...)

archivage seule, chiffrement, compression, métadonnées, etc.

## Logiciels d'archivage
Il existe de nombreux logiciels capables de lire et créer des archives dont les plus célèbres sont les suivants :
- 7-Zip
- WinRAR
- WinZip
- Xarchiver pour les systèmes GNU/Linux

Il est à noter que Windows intègre également son propre logiciel d'archivage, uniquement dédié au format zip.